# Choros N.º 7
Choros Nº 7, com o subtítulo "Settimino" (Septeto) é um septeto instrumental escrito em 1924 pelo compositor Brasileiro Heitor Villa-Lobos. Ele é parte de uma série de catorze composições numeradas coletivamente intitulada Choros, variando de solos de violão e piano, até obras escritas para solista ou coro com orquestra ou múltiplas orquestras, com duração de até mais de uma hora. Choros Nº 7 é de pequena duração: uma performance tem duração de cerca de oito minutos e meio.

## História
Choros No. 7 foi composta no Rio de Janeiro em 1924 (imediatamente após Choros N.º 2 , e dois anos antes da orquestral Choros Nº 6), tornando-se o terceira peça da série a ser escrita. A partitura é dedicada ao patrono do compositor, Arnaldo Guinle, para quem Villa-Lobos também dedica Choros N.º 5. Foi estreada na Escola Nacional de Música no Rio de Janeiro em 19 de setembro de 1925, por Ary Ferreira (flauta), Antão Soares (clarinete), Rodolfo Attanasio (oboé), Felipe Duchamps (saxofone alto), Assis Republicano (fagote), Cardoso de Menezes (violino), e Newton Pádua (violoncelo). A estreia europeia ocorreu como o primeiro de um par de concertos dedicado à obra Villa-Lobos, na Salle Gaveau em Paris, em 24 de outubro de 1927. Os artistas foram Gaston Blanquart (flauta), Lucien-José Francisco de Nattes (oboé), Luís Cahuzac (clarinete), Hipólito Poimboeuf (saxofone alto), Gustave Dhérin (fagote), Marcel Darrieux (violino), e Robert Krabansky (violoncelo) (Villa-Lobos, sua obra 2009, 23–24).
Choros No. 7 foi coreografada e apresentada pelo Balé de Nova York, em 1960 (Appleby 2002, 85).

## Instrumentação
Choros Nº 7 foi composto para o seguinte septeto instrumental: flauta, oboé, clarinete, saxofone alto, fagote, violino, violoncelo, com a adição opcional de um tam-tam fora do palco, próximo fim da peça (Appleby 2002, 85).

## Análise
A forma de Choros Nº 7 se caracteriza por uma sequência desconexa de segmentos musicais, que, de alguma forma misteriosa, consegue criar um sentido de unidade (Peppercorn 1991, 52). As texturas enérgicas são tecidas de forma indiscriminada, a partir de uma mistura de primitivismo indígena, polkas e valsas de salões de dança suburbanos (Wright 1992, 68). Villa-Lobos combina e contrasta os diferentes materiais para produzir efeitos instrumentais originais e novos timbres, favorecendo estes a tal ponto que praticamente não há desenvolvimento temático, e as harmonias são produzidos mais ou menos acidentalmente a partir do conjunto de partes lineares (Peppercorn 1991, 56).
Segundo o compositor, no tema de abertura primitivo, o caráter indígena vai gradualmente se transformando no decorrer da obra em estilos mais civilizados, finalmente surgindo uma valsa lenta. Esta é sucedido pelo surgimento de uma melodia com conflitos rítmicos, enriquecidos com notas ornamentadas características de animadas polquinhas cariocas. Ao final, o tema indígena ressurge, refletindo a transformação que sofreu (Villa-Lobos 1972, 201).
As síncopas características da parte do meio de Choros No. 7 são comuns em habaneras, tangos Brasileiros, maxixe, e nas polkas (polquinhas) de um dos criadores do gênero choro, o flautista Joaquim Antônio da Silva Calado (Appleby 2002, 85).